# Sarno
Sarno é uma comuna italiana da região da Campania, província de Salerno, com cerca de 31.012 habitantes. Estende-se por uma área de 39 km², tendo uma densidade populacional de 795 hab/km². Faz fronteira com Lauro, Quindici (AV), Castel San Giorgio, Nocera Inferiore, San Valentino Torio, Siano (SA), Striano, Palma Campania (NA).
No dia 5 de maio de 1998 a comuna sofreu, junto com as cidades Quindici, Bracigliano e Siano, uma enchente composta por água e lama que causou a destruição de muitas habitações e o falecimento de 137 pessoas.

## Demografia
| Variação demográfica do município entre 1861 e 2011                               |
|                                                                                   |
| Fonte: Istituto Nazionale di Statistica (ISTAT) - Elaboração gráfica da Wikipedia |